# Zalai Ernő

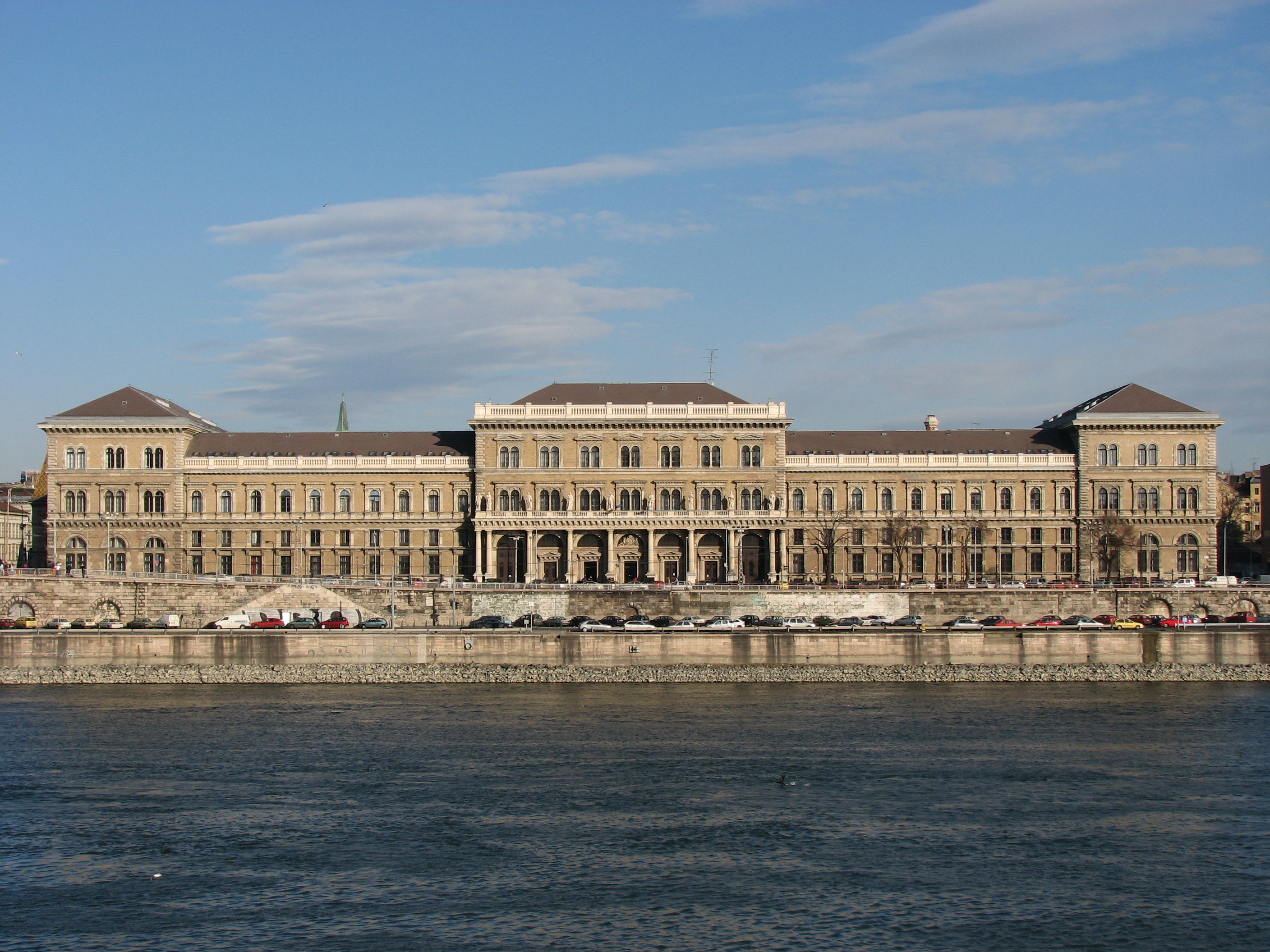
1966-2020 között a Budapesti Corvinus Egyetemen tanított

Zalai Ernő (Budapest, 1943. augusztus 5. – 2021. január 1.) Széchenyi-díjas magyar közgazdász, egyetemi tanár, a Magyar Tudományos Akadémia rendes tagja. 1988 és 1991 között a Marx Károly Közgazdaságtudományi Egyetem tantervi reformért és nemzetközi kapcsolatokért felelős rektorhelyettese.

## Életpályája
1961-ben érettségizett a jászberényi Lehel vezér Gimnáziumban, majd felvették a Marx Károly Közgazdaságtudományi Egyetem (MKKE) terv-matematika szakára, ahol 1966-ban szerzett közgazdász diplomát. 1969-ben szerzett „Sub Auspiciis Rei Publicae popularis” kitüntetéssel, az Elnöki Tanács által adományozott aranygyűrűvel egyetemi doktorátust.
Diplomájának megszerzését követően az egyetemen maradt és a népgazdasági tervezés tanszék oktatója lett. Végigjárta az oktatói ranglétrát, 1981-ben kapott docensi kinevezést. 1979-ben a kvantitatív közgazdaságtan intézeti tanszék vezetője lett, mely tisztséget 1992-ig töltötte be. 1984-ben kinevezték az egyetem Makrotervezési és -modellezési intézetének igazgatójává.
1986 és 1988 között – Csáki Csaba akkori rektorral közösen – az egyetem képzéskorszerűsítési reformjának irányítója, amelyet 1988-ban vezettek be, előbb csak az MKKE-n, majd országosan. Kétszintű tantervi reformjuk mind tartalmában, mind szerkezetében egy vegyes piacgazdaság igényeihez és a nemzetközi követelményekhez igazította a hazai közgazdászképzést. 1988 és 1991 között az MKKE tantervi reformért és nemzetközi kapcsolatokért felelős rektorhelyettese volt.
1988-ban egyetemi tanári, majd 1992-ben tanszékvezetői megbízást kapott az egyetem Matematikai közgazdaságtan és ökonometria tanszékre, illetve 2003-ban Matematikai közgazdaságtan és gazdaságelemzés-re átnevezett tanszékre. 1998 és 2001 között Széchenyi professzori ösztöndíjjal kutatott.
Számos külföldi egyetemen volt vendégkutató vagy vendégprofesszor (1971–1972 Carnegie-Mellon Egyetem, Pittsburgh, Ford-ösztöndíj; 1977–1978 Duquesne Egyetem, Pittsburgh; 1981–1984 Nemzetközi Alkalmazott Rendszerelemzési Intézet, Laxenburg, Ausztria; 1991 Texasi Egyetem, Austin). Az 1980-as évek végén ENSZ-, illetve Világbank-szakértőként dolgozott Ghánában, valamint Kínában.
1981-ben védte meg a közgazdaság-tudományok kandidátusi, 1990-ben akadémiai doktori értekezését. 1994 és 1997 között az MTA választott közgyűlési képviselője volt, 1998-ban megválasztották a Magyar Tudományos Akadémia levelező, 2004-ben rendes tagjává. Már korábban az MTA IX. Osztály Közgazdaság-tudományi Bizottságának tagja lett, 1996 és 2002 között elnöke is volt. 2001 óta az MTA IX. Osztály összevont Gazdaságtudományi Bizottságának elnöke, 2004-től az MTA Bolyai Kuratóriumának tagja.
1992-től 2009-ig az Egyetemi Doktori Tanács alapító elnöke, majd több ciklusban elnöke, 1996 és 2007 között az Országos Doktori és Habilitációs Tanács (ODHT), majd ODT elnökhelyettese, a 2008-as évben az ODT elnöke volt. 2001–2003 években a Magyar Akkreditációs Bizottság (MAB) Közgazdaságtudományi Szakbizottságának társelnöke, 2004 és 2006 között a Szakbizottság elnöke, illetve a MAB Plénum tagja is lett.
A Public Administration and Development, a  Közgazdasági Szemle, a Szigma, a Tervgazdasági Fórum, az AULA: Society and Economy és az Egyetemi Szemle című szakfolyóiratok szerkesztőbizottságaiban is részt vett.
Kutatási területei a matematikai közgazdaságtan, a klasszikus közgazdaságtan modern megközelítése, mikroökonómia, makrogazdasági modellezés és elemzés voltak.

## Családja
Nős, felesége Korchma Ildikó, házasságukból egy leány- (Enikő), illetve két fiúgyermekük (Csaba és Levente) született.

## Díjai, elismerései
- Az oktatásügy kiváló dolgozója (1975)
- Ifjúságért Érdemérem (1986)
- Apáczai Csere János-díj (1991)
- Akadémiai Díj (1992)
- Szent-Györgyi Albert-díj (2003)
- A Magyar Köztársasági Érdemrend lovagkeresztje (2004)
- Széchenyi-díj (2012)

## Főbb publikációi

### Könyvek
- Fixpont és egyensúly a gazdasági modellekben (Hegedűs Miklóssal, 1978)
- Matematikai módszerek a népgazdasági tervezésben; MKKE Közgazdasági Továbbképző Intézet, Bp., 1979
- Munkaérték és sajátérték. Adalékok az értéknagyság elemzéséhez; Akadémiai, Bp., 1988 (Közgazdasági értekezések)
- Bevezetés a matematikai közgazdaságtanba (1989)
- Matematikai közgazdaságtan. A korszerű mikroökonómiai elemzés klasszikus és neoklasszikus szemléletű modelljei; KJK-Kerszöv, Bp., 2000
- Neumann János: klasszikus vagy neoklasszikus?; MTA, Bp., 2000 (Székfoglalók a Magyar Tudományos Akadémián)
- Matematikai közgazdaságtan, 1-2.; 2. átdolg., bőv. kiad.; Akadémiai, Bp., 2011–2012
- Reducibilitás és egyensúly Leontief- és Neumann-típusú stacionárius modellekben; MTA, Bp., 2014 (Székfoglalók a Magyar Tudományos Akadémián)

### Szerkesztett kötetek
- Népgazdasági tervezés és irányítás; szerk. Kovács Géza, Paizs János, Zalai Ernő; Közgazdasági és Jogi, Bp., 1969
- General Equilibrium Modelling and Economic Policy Analysis (társszerk., 1989)
- Back to a Market Economy (társszerk., 1999)